# Jennifer Van den Heever

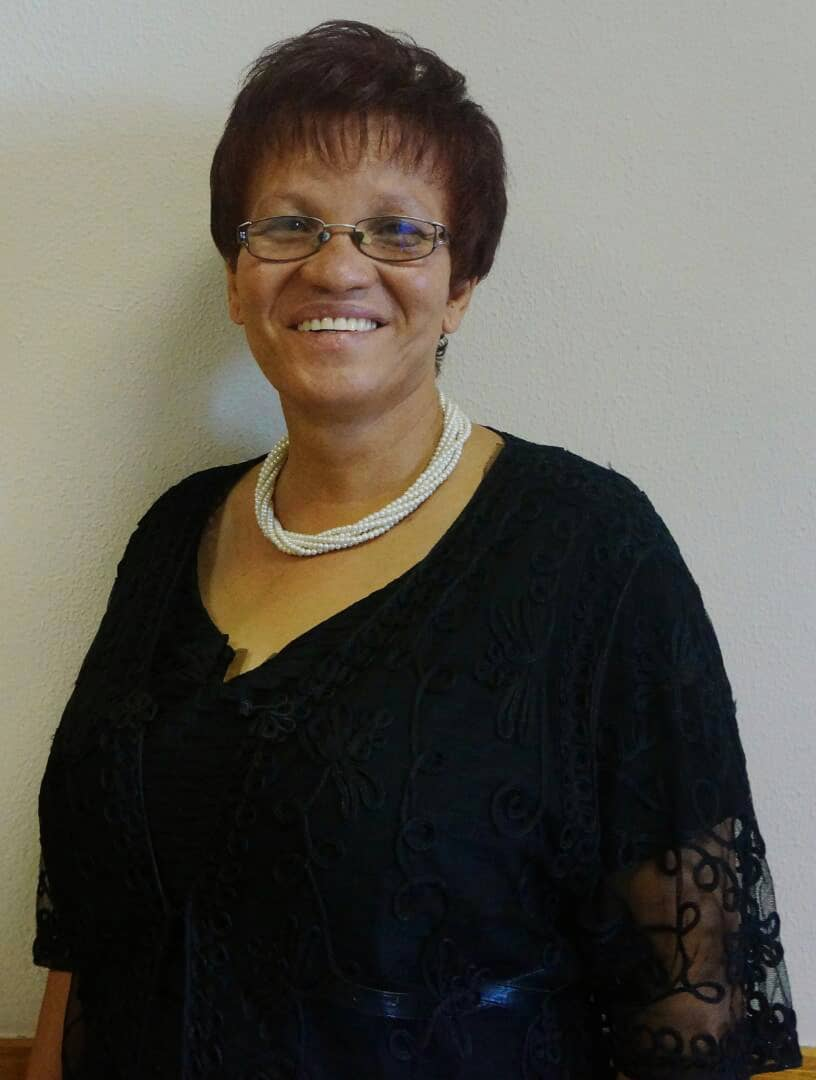
Jennifer Van den Heever (2019)

Jennifer Muriel Van den Heever (* 21. Januar 1962 in Windhoek, Südwestafrika) ist eine namibische Politikerin. Sie ist seit 2015 für die PDM Mitglied der Nationalversammlung.

## Leben
Van Den Heever machte 1979 ihren Standard-10-Schulabschluss (12. Klasse). Von 1984 bis 1992 arbeitete sie als Beamtin der Einwanderungsbehörde. Von 1994 bis 1995 war sie als Grundschullehrerin tätig. Von 2005 bis 2015 arbeitete sie als Vorschullehrerin. Seit 2012 ist sie dauerhafte Diakonin der Anglikanischen Diözese von Namibia.
Von 1999 bis 2013 war sie regionale Vorsitzende der Partei DTA (heute PDM). Ab 2013 war sie die nationale Vorsitzende der DTA. 2015 wurde sie in die Nationalversammlung gewählt, 2020 wiedergewählt. Seit 2015 ist sie Chief Whip ihrer Partei im Parlament. Ihre Schwerpunkte im Parlament sind Human Resources und auswärtige Angelegenheiten. Im April 2019 wurde sie zur Vizepräsidentin der PDM gewählt.